# M. R. Poovamma
Machettira Raju Poovamma (* 5. Juni 1990 in Gonikoppal, Karnataka) ist eine indische Leichtathletin, die sich auf den 400-Meter-Lauf spezialisiert. Die Gewann drei Goldmedaillen bei den Asienspielen und wurde 2013 Asienmeisterin in der 4-mal-400-Meter-Staffel. Zudem gewann sie über ein Jahrzehnt mehrere Medaillen bei Meisterschaften auf kontinentaler Ebene und zählt damit zu den erfolgreichsten Sprinterinnen des Landes.

## Sportliche Laufbahn
Erste internationale Erfahrungen sammelte M. R. Poovamma bei den Juniorenasienmeisterschaften 2006 in Taipeh, bei denen sie über 400 Meter in der ersten Runde ausschied und mit der indischen 4-mal-400-Meter-Staffel die Bronzemedaille gewann. Sie qualifizierte sich aber auch für die Juniorenweltmeisterschaften in Peking, bei denen sie mit 56,39 s im Vorlauf ausschied. Mit der Staffel schied sie in 3:45,42 min in der Vorrunde aus. Ein Jahr später belegte sie bei den Jugendweltmeisterschaften in Ostrava den siebten Platz über 400 Meter und Platz fünf mit der indischen Sprintstaffel (1000 Meter). Im Oktober gewann sie bei den Hallenasienspielen in Macau mit der Staffel die Bronzemedaille und schied im Einzelbewerb in der ersten Runde aus. 2008 nahm sie erneut an den Juniorenweltmeisterschaften in Bydgoszcz teil, qualifizierte sich aber sowohl im Einzel als auch mit der indischen Stafette erneut nicht für das Finale. Bei den Commonwealth Youth Games in Pune gewann sie die Silbermedaille über 400 Meter und Gold mit der indischen 4-mal-400-Meter-Staffel.
2013 gewann sie bei den Asienmeisterschaften in Pune die Goldmedaille mit der Staffel und in 53,37 s die Silbermedaille hinter der Chinesin Zhao Yanmin. Sie qualifizierte sich damit für die Weltmeisterschaften in Moskau, bei denen sie mit der Staffel mit 3:38,81 min im Vorlauf ausschied. Im Jahr darauf gelangte sie bei den Commonwealth Games in Glasgow im Einzelbewerb bis in das Halbfinale und wurde mit der Staffel im Finale disqualifiziert. Anfang Oktober gewann sie bei den Asienspielen im südkoreanischen Incheon die Bronzemedaille in der Einzeldisziplin und Gold mit der indischen Stafette. 2015 gewann sie in beiden Disziplinen die Silbermedaille bei den Asienmeisterschaften in Wuhan. Zudem nahm sie erneut mit der Staffel an den Weltmeisterschaften im Nationalstadion in Peking teil. Trotz Saisonbestleistung schied die Staffel im Vorlauf aus.
2016 gewann sie bei den Südasienspielen in Guwahati zwei Goldmedaillen und qualifizierte sich mit der Staffel an den Olympischen Spielen in Rio de Janeiro teil und schied dort ebenfalls in der Vorrunde aus. 2017 nahm M. R. Poovamma an den Asienmeisterschaften in Bhubaneswar teil. Dort belegte sie in 53,36 s den vierten Platz. Zudem gewann sie mit der 400-mal-400-Meter-Staffel die Goldmedaille vor den Staffeln aus Vietnam und Japan. Durch die nachträgliche Disqualifikations ihrer Landsfrau Nirmala Sheoran wegen eines Dopingverstoßes, verlor Poovamma die Goldmedaille mit der Staffel, rückte aber über 400 Meter auf den Bronzerang vor. Sie erhielt damit mit der Staffel ein Freilos für die Weltmeisterschaften in London, bei denen sie in der ersten Runde disqualifiziert wurde. 2018 nahm sie erneut an den Commonwealth Games im australischen Gold Coast teil, schied in 53,72 s in der ersten Runde aus und belegte mit der Staffel im Finale den siebten Platz. Ende August siegte sie bei den Asienspielen in Jakarta in 3:28,72 min mit der indischen Stafette und Silber im erstmals ausgetragenen Mixed-Bewerb. 2019 wurde die bahrainische Staffel wegen eines Dopingvergehens disqualifiziert und die Goldmedaille Indien zugesprochen. Im Jahr darauf sicherte sie sich bei den Asienmeisterschaften in Doha in 53,21 s die Bronzemedaille hinter der Bahrainerin Salwa Eid Naser und Elina Michina aus Kasachstan. Zudem gewann sie mit der indischen Frauenstaffel in 3:32,21 min und der gemischten Staffel jeweils hinter Bahrain die Silbermedaille. Kurz darauf schied sie bei den World Relays in Yokohama mit der Frauenstaffel mit 3:31,93 min in der Vorrunde aus. Die Staffel konnte sich aber für die Weltmeisterschaften in Doha qualifizieren, erreichte dort mit 3:29,42 min aber nicht das Finale. Wegen eines positiven Dopingtests aus dem Jahr 2021 wurde sie im Jahr darauf rückwirkend mit einer zweijährigen Wettkampfsperre belegt. Bei den World Athletics Relays 2024 in Nassau sicherte sie der 4-mal-400-Meter-Staffel einen Startplatz für die Olympischen Sommerspielen in Paris, bei denen sie mit 3:32,51 min im Vorlauf ausschied. 
2011, 2012 und 2013 wurde Poovamma Indische Meisterin über 400 Meter sowie 2015 und 2017 mit der 4-mal-400-Meter-Staffel. Sie absolvierte ein Business Management Studium am SDM College of Business Management.

## Persönliche Bestleistungen
- 200 Meter: 24,58 s (+0,4 m/s), 10. September 2013 in Ranchi
- 400 Meter: 51,73 s, 8. Juni 2014 in Lucknow
  - 400 Meter (Halle): 56,79 s, 30. Oktober 2007 in Macau
- 800 Meter: 2:09,24 min, 28. September 2017 in Chennai